# Campeonato Mundial de Ciclismo en Pista de 1996
El XCIII Campeonato Mundial de Ciclismo en Pista se celebró en Mánchester (Reino Unido) entre el 28 de agosto y el 1 de septiembre de 1996 bajo la organización de la Unión Ciclista Internacional (UCI) y la Federación Británica de Ciclismo.
Las competiciones se realizaron en el Velódromo de Mánchester. En total se disputaron 12 pruebas, 8 masculinas y 4 femeninas.

## Medallistas

### Masculino
| Evento                  | Oro                                                                                       | Plata                                                                          | Bronce                                                                         |
| ----------------------- | ----------------------------------------------------------------------------------------- | ------------------------------------------------------------------------------ | ------------------------------------------------------------------------------ |
| Velocidad individual    | Florian Rousseau Francia                                                                  | Marty Nothstein Estados Unidos                                                 | Darryn Hill Australia                                                          |
| Velocidad por equipos   | Australia Darryn Hill Shane Kelly Gary Neiwand 44,804                                     | Alemania · Jens Fiedler · Michael Hübner · Sören Lausberg · 45,455             | Francia Laurent Gané Florian Rousseau Hervé Thuet 45,810                       |
| Persecución individual  | Christopher Boardman Reino Unido 4:11,114 RM                                              | Andrea Collinelli · Italia · 4:20,341                                          | Francis Moreau Francia                                                         |
| Persecución por equipos | Italia · Andrea Collinelli · Adler Capelli · Cristiano Citton · Mauro Trentini · 4:02,752 | Francia Philippe Ermenault Jean-Michel Monin Francis Moreau Cyril Bos 4:04,539 | Alemania · Guido Fulst · Danilo Hondo · Thorsten Rund · Heiko Szonn · 4:05,463 |
| 1 km contrarreloj       | Shane Kelly Australia 1:02,777                                                            | Sören Lausberg · Alemania · 1:02,795                                           | Jan van Eijden · Alemania · 1:04,541                                           |
| Carrera por puntos      | Joan Llaneras Roselló · España · 29 pts.                                                  | Michael Sandstød Dinamarca 29 pts.                                             | Silvio Martinello · Italia · 45 (1-) pts.                                      |
| Keirin                  | Marty Nothstein Estados Unidos                                                            | Gary Neiwand Australia                                                         | Frédéric Magné Francia                                                         |
| Madison                 | Silvio Martinello · Marco Villa · Italia · 34 pts.                                        | Scott McGrory Stephen Pate Australia 25 pts.                                   | Andreas Kappes · Carsten Wolf · Alemania · 23 pts.                             |

### Femenino
| Evento                 | Oro                                    | Plata                                | Bronce                              |
| ---------------------- | -------------------------------------- | ------------------------------------ | ----------------------------------- |
| Velocidad individual   | Félicia Ballanger Francia              | Annett Neumann · Alemania            | Magali Faure-Humbert Francia        |
| Persecución individual | Marion Clignet Francia 3:31,023        | Lucy Tyler Australia 3:36,411        | Antonella Bellutti · Italia ·       |
| 500 m contrarreloj     | Félicia Ballanger Francia 34,829       | Annett Neumann · Alemania · 35,202   | Michelle Ferris Australia 35,694    |
| Carrera por puntos     | Svetlana Samojvalova · Rusia · 28 pts. | Janie Quigley Estados Unidos 18 pts. | Gulnara Fatkulina · Rusia · 16 pts. |

## Medallero
| Núm. | País           | Oro | Plata | Bronce | Total |
| ---- | -------------- | --- | ----- | ------ | ----- |
| 1    | Francia        | 4   | 1     | 4      | 9     |
| 2    | Australia      | 2   | 3     | 2      | 7     |
| 3    | Italia         | 2   | 1     | 2      | 5     |
| 4    | Estados Unidos | 1   | 2     | 0      | 3     |
| 5    | Rusia          | 1   | 0     | 1      | 2     |
| 6    | España         | 1   | 0     | 0      | 1     |
| 6    | Reino Unido    | 1   | 0     | 0      | 1     |
| 8    | Alemania       | 0   | 4     | 3      | 7     |
| 9    | Dinamarca      | 0   | 1     | 0      | 1     |
|      | TOTAL          | 12  | 12    | 12     | 36    |